# Krzysztof Czyżewski
Krzysztof Czyżewski   (Varsòvia, 6 de juliol de 1958), és un autor polonès i un dels impulsors del la Fundació Borderland a Sejny, Polònia.

## Biografia
Llicenciat en Literatura polonesa a la Universitat Adam Mickiewicz, de Poznań. Va participar en la creació del Teatre Gardzienice, on va treballar de 1977 a 1983. Durant la llei marcial de Polònia, l'any 1983, va fundar, juntament amb Rafal Grupinshi, el diari Czas Kultury (Temps de Cultura), legalitzat el 1989 i que ara és una de les publicacions culturals més importants del país.
A mitjan anys vuitanta va fundar el teatre Arka i va començar el projecte «Ciutat de trobades», a Czarna Dabrowka, en què han participat creadors europeus alternatius de teatre i cultura. Va participar en la creació de la Fundació Borderland (1990), de la qual és president. L'any 1991 va crear el Centre Internacional de Cultures, Arts i Pobles Fronterers, centre que dirigeix actualment. Des de 1993 és director de la revista de literatura i art Krasnogruda.
Ha estat professor convidat i conferenciant en diverses universitats i institucions nacionals i internacionals, com l'Acadèmia de Belles Arts de Poznan, la Universitat de Varsòvia, la New School University (Nova York), el Centre Transregional d'Estudis Democràtics (Cracòvia), etc. Així mateix, és coordinador de diversos projectes sobre regions multiculturals del centre i l'est d'Europa, i membre d'institucions i fundacions com Unesco, The Art and Modernity Foundation i Adam Mickiewicz Intitute, totes de Varsòvia, The International Institute for the Study of Culture and Education (Breslau), entre d'altres.
Col·laborador habitual de la revista francesa Kultura. El seu últim títol publicat és The Path of the Borderland. Ha estat distingit en diverses ocasions per la seva obra literària i per la seva labor divulgadora de la cultura, entre les més recents destaquen la Medalla de Sant Jordi (Cracòvia, 2000), l'Ordre de Giediminas (Lituània, 2001) i la Creu Polònia Restituta (2002).